# Shacklock
Shacklock is een historisch merk van motorfietsen. 
Het bedrijf was eigendom C.H. Shacklock in Wolverhampton. 
Shaclock verkocht aan Manby Street in Wolverhampton auto's en motorfietsen, waaronder de Amerikaanse Locomobile stoomauto. Waarschijnlijk produceerde men zelf ook een aantal motorfietsen, waarvan geen gegevens bekend zijn. 
In 1916 verscheen een prototype van een zeer bijzonder model, dat voorzien was van een langsgeplaatste V-twin. Tegenwoordig zou een dergelijke motorfiets voorzien worden van cardanaandrijving, zoals bij de moderne Moto Guzzis, maar dat was toen nog niet in zwang. In plaats daarvan construeerde Shacklock een haakse overbrenging met een buitenliggend vliegwiel, waar een "wrijvingsschijf" tegen gedrukt kon worden. Die stond haaks op het vliegwiel en diende zo ook als koppeling en leverde meteen een aantal versnellingen op. De hele aandrijflijn, inclusief motor, frictiekoppeling en een aantal framedelen kon gedemonteerd worden door slechts zes bouten los te draaien. De motor werd betrokken bij JAP en leverde 8 pk. Op dezelfde as als de wrijvingsschijf zat het voorste kettingtandwiel. Alle mechanische delen waren aan het oog onttrokken door plaatwerk, waardoor de machine een strak uiterlijk kreeg. De ketting liep in een kettingkast. Beide wielen hadden rembanden en de uitlaatdempers zaten verstopt onder de aluminium treeplanken. 
Zeer waarschijnlijk bleef het bij dit ene prototype. De Eerste Wereldoorlog veroorzaakte materiaalschaarste, waardoor Shacklock's motorfiets, die toch al niet goedkoop ontworpen was, veel te duur zou worden. 